# Zsoldos Gábor (zenész)
Zsoldos Gábor, becenevén Dedy (Budapest, 1962. február 26. –) magyar zenész, ütőhangszeres, dob, éneklő fűrész, zongora. Édesapja Zsoldos Imre trombitaművész, édesanyja Sárosi Katalin énekes.

## Pályafutása
Zsoldos Gábor a Hungária, a Dolly Roll, a Step és 2012 óta a Fenyő Gyöngye együttesek dobosa. Gyermekkorában zongorázott, majd 14 évesen tért át az ütőhangszerekre. Zeneakadémián végzett, ütősként.
A Zeneakadémiára járt, amikor A Hungária együttes dobost keresett, Dolly férje javaslatára kereste meg Fenyő Miklóst. 
A Hungáriának Szikora Róbert volt a dobosa, aki 1982-ben kilépett, s ekkor Zsoldos Gábor lett az új dobos. 1983-ban feloszlott a Hungária. A Hungária tagjai Fenyő Miklós kivételével megalakították a Dolly Roll együttest. 1986-ban Dedy Flipper Öcsivel együtt kilépett a Dolly Rollból, létrehozták a Step együttest.
1988-ban Fenyő lett a Step menedzsere, így újból együtt dolgoztak Dedyvel, végül az együttes 1990-ben oszlott fel, de azóta is folyamatosan zenészként tevékenykedik, több zenekarban, többféle stílusban játszik, sőt tanítással is foglalkozik.
Három gyermeke van, Zsoldos Fanni, Zsoldos Rafael - Rafi, Zsoldos Mirjam - Mimi.

## Könyvek
2020. november 27-én Különös éjszaka volt címmel jelent meg Zsoldos Gábor Dedy könyve, ami szüleiről, Sárosi Katalinról és Zsoldos Imréről szól.

## Diszkográfia

### A Hungáriával
- Aréna (1982)
- Finálé? (1983)

### A Dolly Roll-lal
- Vakáció-Ó-Ó (1983)
- Eldoradoll (1984)
- Happy Coctalil (1985)
- Oh-La-La (1986)
- Viva Mexico (SP) (1986)
- Vakáció-ó-ó ’98 (1998)

### A Step együttessel
- Step (1987)
- Igen (1988)
- Ciao (1989)